# 世良光弘
世良 光弘（せら みつひろ、1959年 - ）は日本の軍事ジャーナリスト。

## 経歴
1959年、福岡県に生まれる。海軍飛行予科練習生出身の厳格な父を持つ家庭に育てられる。中央大学卒業後、時事通信社を経てフリーランスとなる。1986年のエドゥサ革命以来、天安門事件や湾岸戦争、在ペルー日本大使公邸占拠事件、北朝鮮国境地帯などの国際報道のルポを中心に週刊誌や新聞で発表し続け、1999年に軍事ジャーナリストになる。

## 人物
釣り好きで小型船舶操縦免許も持つ。
阪神タイガースの大ファンでもある。

## 著書
- 『世界のPKO部隊』2000年6月（大久保義信、菓子尾智彦と共著）
- 『坂井三郎の零戦操縦: 真剣勝負に待ったなし』2001年6月